# Parlamentsvalet i Irak i december 2005

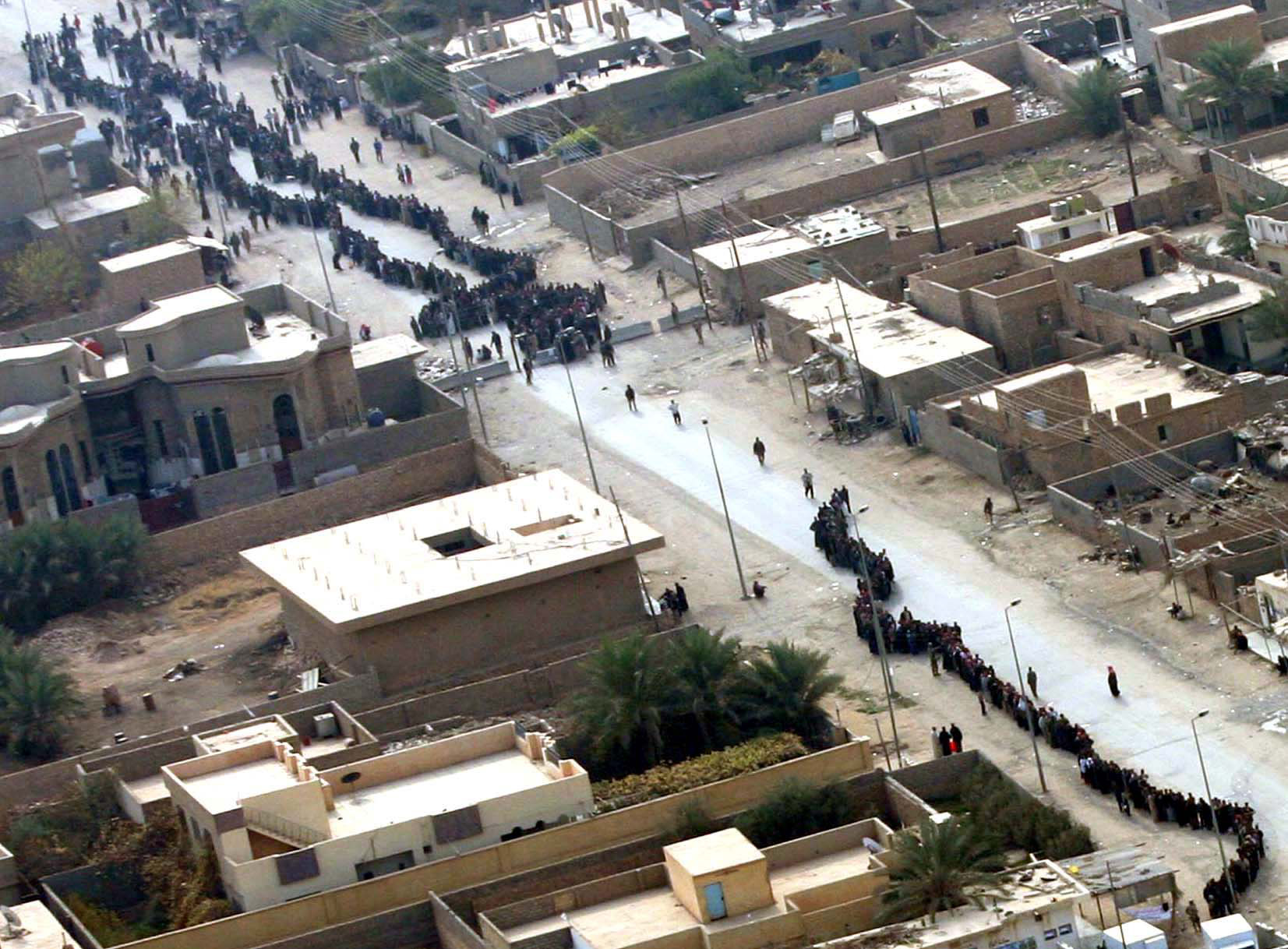
Irakier köar till vallokalerna

Parlamentsvalet i Irak i december 2005 ägde rum den 15 december 2005. Det valet gällde en församling med 275 ledamöter som ska sitta i fyra år. Av Iraks 27 miljoner invånare var 15 miljoner röstberättigade. Dessutom kunde tre miljoner exilirakier och exilkurder rösta i 15 länder, däribland Sverige.
Parlamentets uppgift är att utse en president och två vicepresidenter som i sin tur bland parlamentsledamöterna utser en premiärminister och övriga regeringsledamöter.
Den 16 december har rapporter kommit om sabotage mot en vallokal för exilirakier i Kista. En grupp som påstår sig vara en svensk förgrening av Al-Qaida har tagit på sig ansvaret.

## Partier
De flesta rösterna väntas tas av fyra stora partikoalitoner:
- Lista 555, Förenade irakiska alliansen är en koalition av 18 shiitiska partier. De viktigaste är Högsta rådet för den islamiska revolutionen i Irak och Islamisk väckelse (lett av Ibrahim al-Jaafari
- Lista 618, Irakiska endräktsfronten består av sunnipartier, främst Iraks islamiska parti och Nationella dialogen
- Lista 730, Kurdistans demokratiska patriotiska allians är en koalition mellan Kurdistans demokratiska parti (lett av Masoud Barzani), Kurdistans renässans parti och Kurdistans patriotiska union lett av Jalal Talabani, Iraks nuvarande president
- Lista 731 där består av flera sekulära partier där Irakiska listan lett av Iyad Allawi spelar stor roll.